# Dret de gents
Ius gentium o jus gentium, el dret de gents, en un sentit restringit, comprèn les institucions del dret romà de les quals podien participar els estrangers (peregrini), que tenien tractes amb Roma i els seus ciutadans (cives). És un complement del ius civile que s'aplica a individus que no tenen la ciutadania romana. En un sentit ampli, el dret de gents tracta de les regles aplicables a totes les colònies i províncies romanes; designa la part del dret públic referida a les relacions de Roma amb aquestes (els tractats de pau o d'aliança i les normes de la guerra). Seria l'equivalent al dret internacional actual, si bé no es pot parlar pròpiament de dret internacional, atès que a Roma no es coneixia el concepte modern de nació. Encara que el dret de gents pugui coincidir amb el dret natural en alguns aspectes, es tracta de dos conceptes diferents, ja que institucions del dret de gents, acceptades en l'antiguitat i en altres èpoques històriques, com l'esclavitud, no es corresponen amb el dret natural, el qual a la vegada reconeix drets a la persona humana, que el dret de gents no contempla.